# Cefalodium

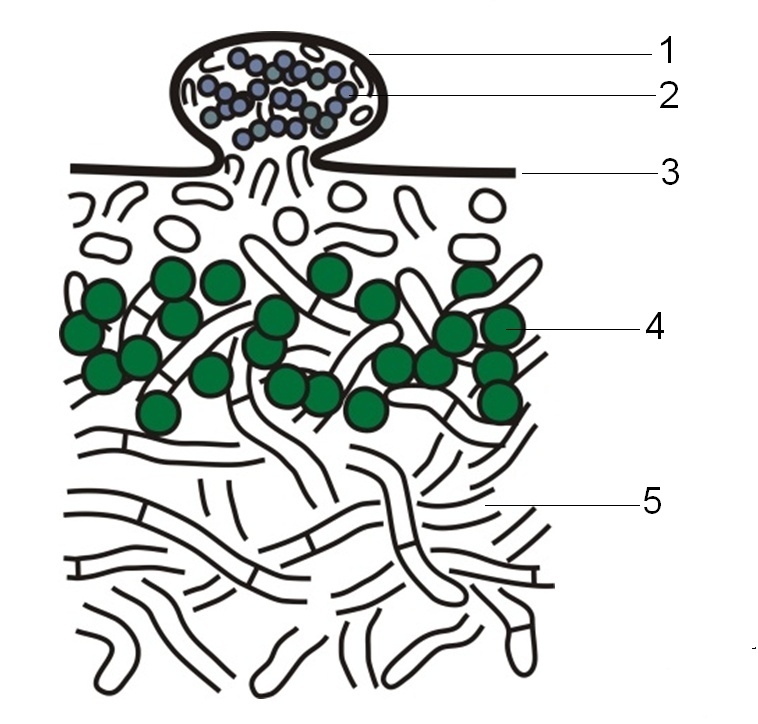
Schemat:1 – cefalodium, 2 komórki sinic, 3 – kora górna, 4 – komórki fotobionta, 5 – strzępki grzyba

Cefalodium (l. mn. cefalodia, łac. cephalodium) – niewielkie struktury zawierające sinice, występujące u niektórych gatunków porostów.
Cefalodia mogą występować wewnątrz plechy lub na jej powierzchni. Cefalodia występujące na powierzchni plechy mają postać niewielkich wybrzuszeń, w których sinice oplecione są strzępkami grzybni. Najczęściej występują sinice z rodzaju trzęsidło (Nostoc). Sinice pełnią w porostach rolę fotobionta, mają bowiem zdolność wiązania wolnego azotu z powietrza.
U większości gatunków porostów fotobiontami są zielenice, u około 10% sinice, a tylko u 2–4% zarówno zielenice, jak i sinice. U gatunków porostów, u których występują wyłącznie sinice, nie tworzą one odrębnych cefalodiów, lecz rozproszone są w całej plesze porostu. Cefalodia występują tylko u tych gatunków porostów, u których jako fotobionty występują również glony z grupy zielenic. Dzięki zdolności wiązania azotu z powietrza, porosty zawierające sinice mogą przetrwać na podłożach ubogich w azot. W rezultacie często należą do pierwszych kolonizatorów nagich skał i gleby. Porosty zawierające sinice należą do głównych źródeł związanego azotu w niektórych ekosystemach, np. w górskich lasach tropikalnych.
Czasami cefalodia uważa się za autonomiczne organizmy porostowe pasożytujące na innych porostach. Do nawiązania kontaktu między grzybem a sinicą dochodzi przypadkowo. Wiele gatunków sinic rozwija się epifitycznie w środowisku, w którym może stykać się z górną lub dolną powierzchnią porostu.Jeśli gatunek sinic jest zgodny z grzybowym partnerem porostu, strzępki grzyba będą rosły w kierunku sinic i ostatecznie obrastają go.

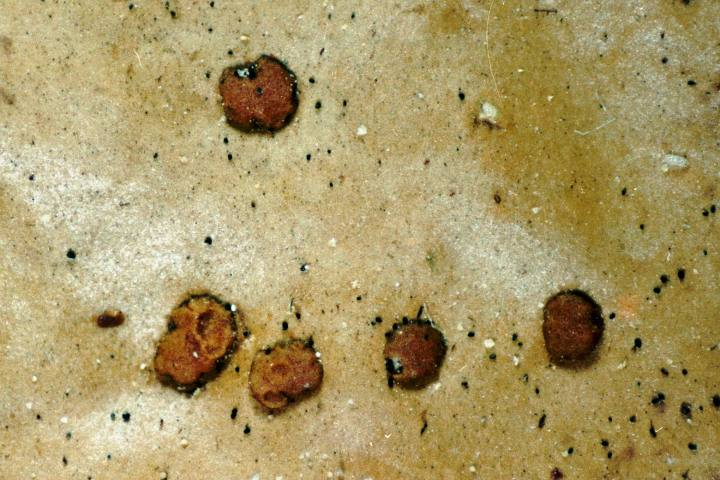
Cefalodia na górnej powierzchni pawężnicy brodawkowatej